# Pristaulacus ryukyuiensis
Pristaulacus ryukyuiensis är en stekelart som beskrevs av Konishi 1990. Pristaulacus ryukyuiensis ingår i släktet Pristaulacus och familjen vedlarvsteklar. Inga underarter finns listade i Catalogue of Life.